# 万歳村 (千葉県)
- 万歳村
- 萬歳村

万歳村（まんざいむら）とは、千葉県香取郡にかつて存在した村である。
旭市立萬歳小学校などにその名をとどめる。

## 地理
- 現在の旭市の北部、旧干潟町の東部に位置する。
- 村域は台地と平地が入り組む谷戸が多い地形になっている。

## 歴史

### 沿革
- 1889年（明治22年）4月1日 - 町村制施行に伴い、万歳村、関戸村、溝原村が合併して香取郡万歳村が発足。
- 1955年（昭和30年）7月20日 - 古城村、中和村と合併し、干潟町を新設。同日万歳村廃止。

変遷表
| 1868年 以前 | 1868年 以前 | 明治22年 4月1日 | 昭和30年 4月10日 | 平成30年 7月1日 | 現在 |
| ----------- | ----------- | --------------- | ---------------- | --------------- | ---- |
|             | 万歳村      | 万歳村          | 干潟町           | 旭市            | 旭市 |
|             | 関戸村      | 万歳村          | 干潟町           | 旭市            | 旭市 |
|             | 溝原村      | 万歳村          | 干潟町           | 旭市            | 旭市 |

## 人口・世帯

### 人口
総数 [単位： 人]
| 1891年（明治24年） | 2,060 |
| 1914年（大正 3年） | 2,654 |
| 1920年（大正 9年） | 2,329 |
| 1930年（昭和 5年） | 2,428 |
| 1950年（昭和25年） | 3,085 |

### 世帯
総数 [単位： 世帯]
| 1920年（大正 9年） | 390 |
| 1930年（昭和 5年） | 401 |
| 1955年（昭和30年） | 460 |